# Samjiyŏn (ville)

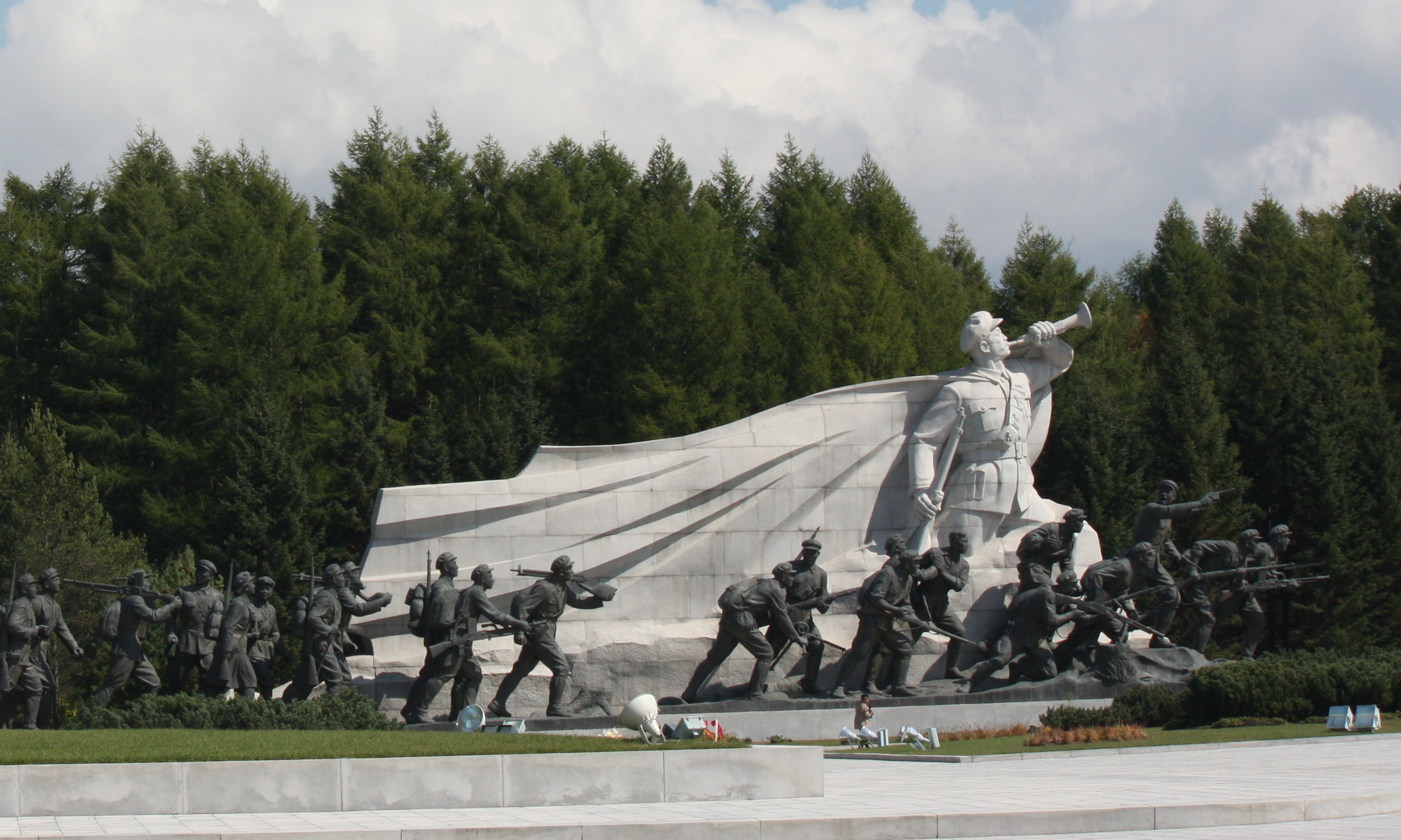
Le grand monument au bord du lac Samji construit pour commémorer la bataille de Pochonbo de 1937.

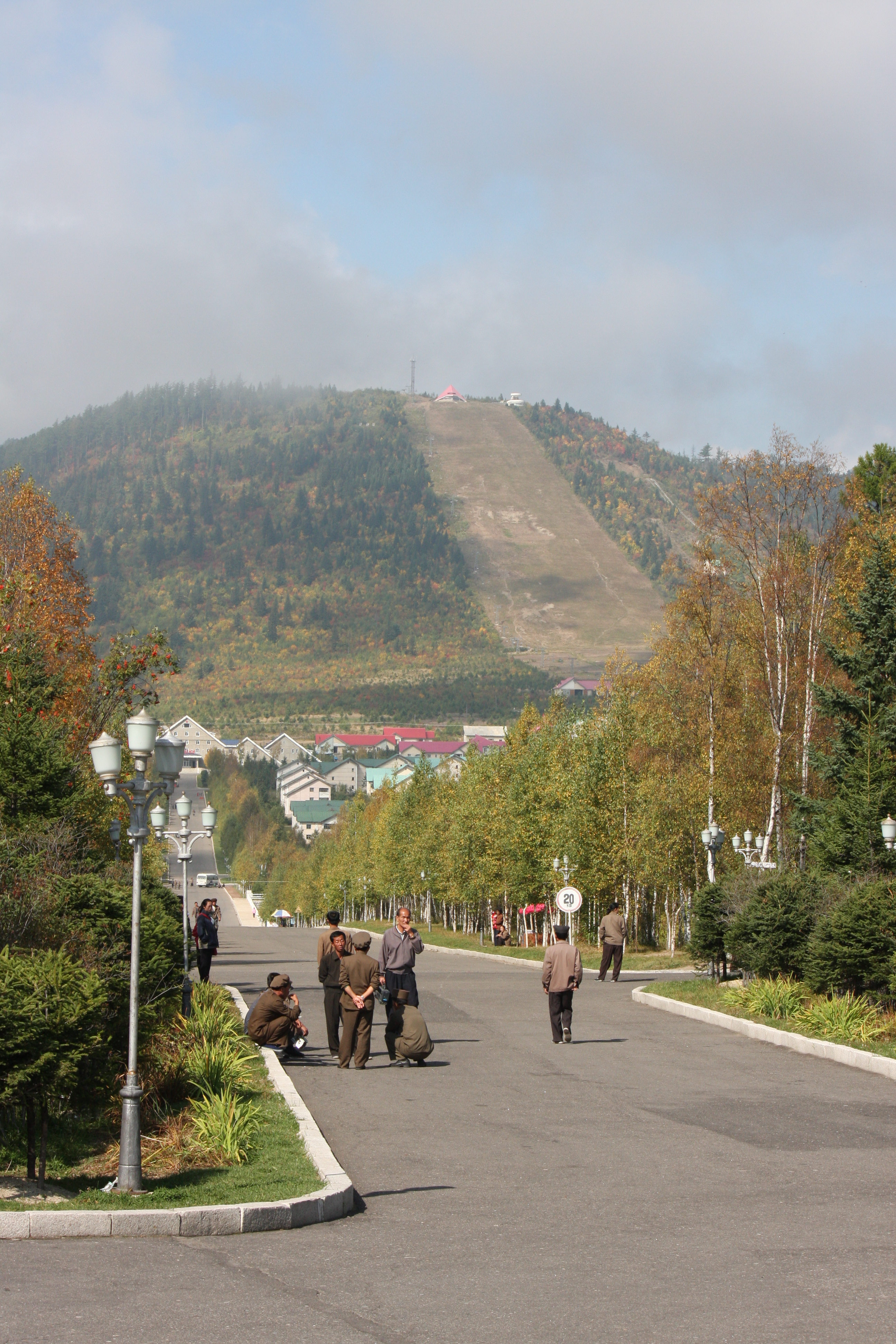
Vue de la ville de Samjiyon depuis le musée régional du Paektu

Samjiyon est une petite ville nord-coréenne, située dans le nord-ouest du pays, dans la province du Ryanggang.
La ville est desservie par l'aéroport de Samjiyŏn. Elle est très fréquentée par les touristes. Samjiyon se trouve à 90 minutes environ du Mont Paektu, l'un des sites touristiques les plus célèbres de toute la Corée du Nord. Enfin, deux pistes de ski sont situées du pied au pic Pegae, près de l'hôtel Pegaebong, à 2 km de Samjiyon.